# Švýcarský alpský klub
Švýcarský alpský klub SAC (francouzsky Club Alpin Suisse CAS, italsky Club Alpino Svizzero CAS a německy Schweizer Alpen-Club SAC) je vedoucím svazem horských sportů ve Švýcarsku a je členem Club Arc Alpin (CAA) a UIAA. Spolek byl založen v roce 1863 z podnětu Rudolfa Theodora Simlera na nádraží Bahnhofbuffet v Oltenu. Jeho 111 sekcí provozuje 153 horských chat ve švýcarských Alpách.

## Aktivity
Švýcarský alpský klub SAC je s přibližně 150 000 členy (k roku 2018) jedním z největších sportovních svazů a nejvýznamnějším alpským klubem ve Švýcarsku. Jeho činnost je velmi rozmanitá a dělí se na následující aktivity:
- Údržba 153 chat SAC ve vlastnictví oddílů a chaty Solvay (ve vlastnictví hlavního sdružení).
- Závazek k alpskému vzdělávání ve všech oblastech horských sportů a podpora mladých horských sportovců (v tzv. JO).
- Člen švýcarské olympiády, sestavování národních týmů ve sportovním lezení a skialpinistických závodech, organizace závodů (viz také Švýcarské národní týmy ve skialpinismu).
- Spoluzakladatel (spolu s REGA) organizace Alpine Rescue Switzerland - ARS.
- Závazek k ochraně neporušeného horského prostředí
- Vydávání různých průvodců pro skialpinismus, pěší turistiku a horolezectví, jakož i členského časopisu The Alps.
- Vedení Ústřední knihovny Švýcarského alpského klubu, jedné z největších knihoven alpské literatury na světě.
- Podpora Švýcarského alpského muzea, otevřeného v roce 1905 v Bernu.

## Historie
Z podnětu curyšského rodáka Rudolfa Theodora Simlera se 19. dubna 1863 sešlo 35 pánů z Aarau, Basileje, Bernu, Buochs, Glarusu, Lucernu, Oltenu, St. Gallenu a Curychu na Bahnhofsbuffet Olten a založilo Švýcarský alpský klub SAC. Simler přednášel chemii a geologii na univerzitě v Bernu. Varoval před tím, aby se dobývání Alp, které v té době zažívalo velký rozmach, přenechalo pouze cizincům. Alpský klub v Londýně byl založen již v roce 1857 a Rakouský alpský klub v roce 1862. Koncem roku 1863 měl SAC již 7 sekcí s celkem 358 členy. V témže roce byla postavena první chata SAC, Grünhornhütte v Glarnských Alpách.
Hlavním cílem v té době byla propagace alpinismu, konkrétně horolezectví, a poznávání alpské oblasti. V 19. století se klub považoval za sdružení středostavovské elity.
V roce 1900 měla SAC 43 sekcí s 6 000 členy. Díky lepšímu dopravnímu spojení v Alpách, rostoucímu počtu chat SAC a vzniku zimního horolezectví - zejména skialpinismu - se SAC v první polovině 20. století rozrostl v masové sdružení. Do roku 1963 se počet členů zvýšil na 44 500.
V roce 1977 byla otevřena kancelář v Bernu. Je servisním centrem a zodpovídá za vztahy s veřejností.
Jako zakládající člen se SAC podílí na mnohostranné dohodě Gegenrecht auf Hütten, která byla zavedena v roce 1978.
SAC je členem Mezinárodní komise pro ochranu Alp (CIPRA).
V roce 1996 byl založen ústřední výkonný výbor. Dříve se v ústředním výboru střídala jedna sekce SAC (předměstský princip). V témže roce byla do SAC začleněna Organizace mládeže (JO).
V roce 2006 byla Horská záchranná služba SAC převedena na nezávislou Švýcarskou nadaci pro alpskou záchranu.
Historické archivy SAC (ústřední archivy) jsou přístupné v Burgerbibliothek Bern.

## SAC a ženy
V roce 1880 se sdružení potýkalo s otázkou, zda by do něj mohly vstoupit i ženy. Argumenty konzervativních odpůrců zvítězily a nakonec bylo ponecháno na sekcích, aby rozhodly, zda chtějí přijímat ženy alespoň jako pasivní nebo čestné členky. V roce 1907 byly ženy ze SAC vyloučeny úplně. To se však netýkalo mládežnických organizací (JO) sdružených v oddílech. Několik horolezkyň pak 24. května 1918 založilo v Lausanne vlastní sdružení, Švýcarský ženský alpský klub (SFAC). Mezi nimi byla i první předsedkyně klubu Aline Margot-Colasová. Pocházela z rodiny hoteliérů v Montreux a její syn Charles Margot (1889-1957) později také pracoval jako hoteliér. Aline Margot byla v té době také předsedkyní sekce Montreux. V prvních letech své existence měl SFAC sedm sekcí, a to Montreux, Ženevu, Vevey, Lausanne, Lugano, Neuchâtel a La Caux-de-Fonds. V roce 1921 již měla přibližně 700 členů a dvanáct sekcí.[5]
Teprve v roce 1980, devět let po zavedení volebního práva žen ve Švýcarsku na národní úrovni, se SAC sloučil se Švýcarským ženským alpským klubem. Od té doby byly ženy v SAC vítány a počet členů se zvýšil na 69 201. V letech 2013-2021 předsedala SAC poprvé žena, Françoise Jaquetová.
Historické archivy Švýcarského ženského alpského klubu jsou přístupné v rámci Ústředního archivu SAC v Burgerbibliothek Bern.

## Rozvoj mládeže
Členství je možné od 6 let. Pro děti do 14 let nabízejí oddíly speciální turistický program pod názvem Kinderbergsteigen (zkráceně KiBe). Některé oddíly mají také skupinu Family Mountaineering (zkráceně FaBe). Na rozdíl od KiBe jsou děti ve FaBe doprovázeny svými rodiči. O mladé členy SAC ve věku 14 až 22 let se starají organizace mládeže SAC (zkráceně JO). Tábory a víkendové výlety se pořádají ve Švýcarsku i v sousedních zemích.

## Švýcarská alpská záchranná služba
V roce 2006 založila SAC společně se švýcarskou leteckou záchrannou službou Swiss Alpine Rescue Foundation. Švýcarská alpská záchranná služba je zodpovědná za záchranu osob ve švýcarských horách a má na starosti 98 záchranných stanic v alpském regionu a v Juře s 3000 horskými záchranáři a 80 specialisty na záchranu pomocí vrtulníku (RSH).